# 蒂茨
蒂茨是德国北莱茵-威斯特法伦州的一个市镇。总面积68.51平方公里，总人口8195人，其中男性3998人，女性4197人（2011年12月31日），人口密度120人/平方公里。